# The Christian (1923)
The Christian is een Amerikaanse dramafilm uit 1923 onder regie van Maurice Tourneur. Het scenario is gebaseerd op de gelijknamige roman uit 1897 van de Britse auteur Hall Caine. Destijds werd de film in Nederland uitgebracht onder de titel De dweper.

## Verhaal
Glory Quayle en John Storm zijn al van kindsbeen af verliefd. Glory verlaat het eiland Man om de armoede te ontvluchten en om ziekenzuster te worden in Londen. John treedt binnen in het klooster, maar hij kan zijn jeugdliefde niet vergeten en reist haar achterna. Wanneer hij erachter komt dat Glory inmiddels een revuester is geworden, wil John haar doden om haar onsterfelijke ziel te redden, maar zij kan hem op tijd overtuigen van haar oprechte liefde. Terwijl hij vol ongeloof door de straten van Londen wandelt, wordt hij aangevallen door een woedende menigte. Glory vindt hem zwaargewond terug en trouwt met hem, voordat hij sterft in haar armen.

## Rolverdeling
| Acteur              | Personage         |
| ------------------- | ----------------- |
| Richard Dix         | John Storm        |
| Mae Busch           | Glory Quayle      |
| Gareth Hughes       | Broeder Paul      |
| Phyllis Haver       | Polly Love        |
| Cyril Chadwick      | Robert Ure        |
| Mahlon Hamilton     | Horatio Drake     |
| Joseph J. Dowling   | Pastoor Lampleigh |
| Claude Gillingwater | Lord Storm        |
| John Herdman        | Dominee Quayle    |
| Beryl Mercer        | Liza              |
| Robert Bolder       | Dominee Golightly |
| Milla Davenport     | Directrice        |
| Alice Hesse         | Mary              |
| Aileen Pringle      | Robert Ure        |
| Harry Northrup      | Faro King         |
| Eric Mayne          | Arts              |
| William F. Moran    | Lijkschouwer      |